# Eurovision Song Contest 1969

Deltagande länder.
Länder som tävlat förut men inte deltog 1969.

Eurovision Song Contest 1969 sändes den 29 mars 1969 från TVE Teatro Real i Madrid i Spanien, sedan Spanien året innan hade vunnit med låten "La la la" av Massiel. Programledare var Laurita Valenzuela. Svensk kommentator var Christina Hansegård, som för övrigt även fick kommentera delvis för Norge, då man ett tag förlorade kontakten. Festivalen hade på förhand blivit hotad av separatister, och bevakades av 200 poliser.
På grund av ett oavgjort resultat mellan fyra länder, utan speciella regler för ett sådant scenario, fick årets festival fyra vinnare, Spanien, Storbritannien, Nederländerna och Frankrike, och alla fyra fick spela upp sina bidrag på nytt då tävlingen var över. Detta ledde till högljudda protester i bland annat Expressen och Aftonbladet. På grund av denna skandal bojkottade Sverige festivalen 1970.
Sämst gick det för Norge som representerades av Kirsti Sparboe med låten "Oj, oj, oj, så glad jeg ska bli" som räddades från att bli poänglös genom en poäng från Sverige. Sparboe påstod i efterhand att misslyckandet var en protest mot Norges säljakt.
Svenskan Siw Malmkvist deltog i årets festival, men representerade istället Västtyskland. Även hon fick ihop åtta poäng och fick därmed dela niondeplatsen med Tommy Körberg, som representerade Sverige.
Salomé som representerade Spanien orsakade problem eftersom hennes klänning var gjord av porslin (och vägde nästan 14 kilo). 
Det var första gången som något land (Spanien, i det här fallet) hade ett vinnande bidrag två år i rad. Detta är hittills det enda tillfället som Spanien varit värd för tävlingen.

## Återkommande artister
| Land         | Artist             | Tidigare år | Tidigare placering |
| ------------ | ------------------ | ----------- | ------------------ |
| Belgien      | Louis Neefs        | 1967        | 7:e                |
| Luxemburg    | Romuald            | 19641       | 3:e                |
| Norge        | Kirsti Sparboe     | 1965        | 13:e               |
| Norge        | Kirsti Sparboe     | 1967        | 14:e               |
| Portugal     | Simone de Oliveira | 1965        | 13:e               |
| Västtyskland | Siw Malmkvist      | 19602       | 10:e               |

11964 tävlade Romuald för Monaco.

21960 tävlade Siw Malmkvist för Sverige.

## Bidragen
| Nr | Land           | Artist             | Sång                             | Översättning | Språk        | Placering | Poäng |
| -- | -------------- | ------------------ | -------------------------------- | ------------ | ------------ | --------- | ----- |
| 1  | Jugoslavien    | Ivan               | Pozdrav svijetu                  | —            | Kroatiska    | 13        | 5     |
| 2  | Luxemburg      | Romuald            | Cathérine                        | —            | Franska      | 11        | 7     |
| 3  | Spanien        | Salomé             | Vivo cantando                    | —            | Spanska      | 1         | 18    |
| 4  | Monaco         | Jean-Jacques       | Maman, Maman                     | —            | Franska      | 6         | 11    |
| 5  | Irland         | Muriel Day         | The Wages of Love                | —            | Engelska     | 7         | 10    |
| 6  | Italien        | Iva Zanicchi       | Due grosse lacrime bianche       | —            | Italienska   | 13        | 5     |
| 7  | Storbritannien | Lulu               | Boom Bang-a-Bang                 | —            | Engelska     | 1         | 18    |
| 8  | Nederländerna  | Lenny Kuhr         | De troubadour                    | —            | Nederländska | 1         | 18    |
| 9  | Sverige        | Tommy Körberg      | Judy min vän                     | —            | Svenska      | 9         | 8     |
| 10 | Belgien        | Louis Neefs        | Jennifer Jennings                | —            | Nederländska | 7         | 10    |
| 11 | Schweiz        | Paola del Medico   | Bonjour, Bonjour                 | —            | Tyska        | 5         | 13    |
| 12 | Norge          | Kirsti Sparboe     | Oj, oj, oj, så glad jeg skal bli | —            | Norska       | 16        | 1     |
| 13 | Västtyskland   | Siw Malmkvist      | Primaballerina                   | —            | Tyska        | 9         | 8     |
| 14 | Frankrike      | Frida Boccara      | Un jour, un enfant               | —            | Franska      | 1         | 18    |
| 15 | Portugal       | Simone de Oliveira | Desfolhada portuguesa            | —            | Portugisiska | 15        | 4     |
| 16 | Finland        | Jarkko & Laura     | Kuin silloin ennen               | —            | Finska       | 12        | 6     |

## Omröstningen
Varje lands jury bestod detta år av tio medlemmar, där varje medlem hade en röst att lägga på sin favorit. Omröstningen bjöd, precis som under festivalen året innan, på mycket stor dramatik. Länge såg det ut att bli en strid mellan Storbritannien och Frankrike. Västtyskland tog efter första omgången ledningen, som sedan övertogs av Storbritannien i omgången efter. Spanien kom upp jämsides med Storbritannien efter omgång fyra, för att sedan gå om tillsammans med Frankrike i omgången därpå. Storbritannien gick sedan förbi övriga länder i nästa omgång, bara för att lämna över ledningen till Frankrike direkt efteråt och sedan återta den efter omgång nio. Frankrike gick upp igen jämsides med Storbritannien två omgångar senare, och vid omgång fjorton tog Nederländerna täten, upp till arton poäng. Under näst sista omröstningen nådde även Spanien och Frankrike upp till denna poäng, och slutligen även Storbritannien i den sista omröstningen. Det oavgjorda resultatet de fyra länderna emellan var därmed ett faktum.
Själva omröstningen förflöt utan större problem. Spanien fick repetera sina röster efter missförstånd och även Monaco fick repetera på grund av att poängräkningen på stora tavlan blev fel. 
| Röster (→) Bidrag (↓) | Totalt | YU | LU | ES | MC | IE | IT | UK | NL | SE | BE | CH | NO | DE | FR | PT | FI |
| --------------------- | ------ | -- | -- | -- | -- | -- | -- | -- | -- | -- | -- | -- | -- | -- | -- | -- | -- |
| Jugoslavien           | 5      |    |    | 1  |    |    |    |    |    |    | 1  |    |    |    |    | 3  |    |
| Luxemburg             | 7      | 1  |    |    | 3  |    |    |    | 1  |    | 1  |    |    | 1  |    |    |    |
| Spanien               | 18     | 1  | 2  |    | 3  | 1  |    |    |    |    | 3  |    | 1  | 3  | 2  | 2  |    |
| Monaco                | 11     |    |    | 2  |    |    | 4  |    | 2  | 2  | 1  |    |    |    |    |    |    |
| Irland                | 10     |    |    |    |    |    |    | 1  | 1  | 1  |    | 3  |    | 1  |    |    | 3  |
| Italien               | 5      | 1  |    |    | 1  | 1  |    |    |    |    |    |    |    |    |    | 1  | 1  |
| Storbritannien        | 18     | 2  | 4  |    |    |    | 3  |    | 1  | 5  |    |    |    | 1  |    | 1  | 1  |
| Nederländerna         | 18     |    | 2  |    | 1  |    | 3  |    |    |    | 1  | 4  | 1  |    | 6  |    |    |
| Sverige               | 8      |    |    |    |    |    |    |    | 1  |    |    |    | 3  |    |    | 1  | 3  |
| Belgien               | 10     |    |    | 2  |    |    |    | 3  | 1  |    |    | 2  | 2  |    |    |    |    |
| Schweiz               | 13     | 2  |    |    |    | 3  |    | 2  |    |    | 1  |    | 1  | 2  |    |    | 2  |
| Norge                 | 1      |    |    |    |    |    |    |    |    | 1  |    |    |    |    |    |    |    |
| Västtyskland          | 8      | 3  |    | 2  |    |    |    |    |    |    | 1  |    | 1  |    | 1  |    |    |
| Frankrike             | 18     |    | 1  |    | 2  | 4  |    | 4  | 2  | 1  |    | 1  |    | 1  |    | 2  |    |
| Portugal              | 4      |    |    | 2  |    |    |    |    |    |    | 1  |    |    |    | 1  |    |    |
| Finland               | 6      |    | 1  | 1  |    | 1  |    |    | 1  |    |    |    | 1  | 1  |    |    |    |

Om reglerna varit desamma som dagens, hade Frankrike vunnit, Spanien kommit tvåa, Storbritannien trea och Nederländerna fyra.
| Land           | Poäng | Länder som gav poäng | Högsta insamlade poäng | Plats       |
| -------------- | ----- | -------------------- | ---------------------- | ----------- |
| Spanien        | 18    | 9                    | 3                      | 2           |
| Frankrike      | 18    | 9                    | 4                      | 1 (vinnare) |
| Storbritannien | 18    | 8                    | 5                      | 3           |
| Nederländerna  | 18    | 7                    | 6                      | 4           |